# 상가마 왕조
상가마 왕조는 14세기에 바바나 상가마의 아들인 하리하라 1세와 부카 라야 1세 형제에 의해 설립된 비자야나가라 제국의 초대 왕조이다.

## 역사
상가마 왕조는 하리하라 1세와 부카 라야 1세에 의해 세워졌다. 그들의 아버지는 1327년에 무함마드 빈 투글루크에게 포로로 잡혔다. 그들은 1336년에 비자야나가라 제국을 건국했다.
부카의 후계자 하리하라 2세는 남인도 전역에서 부카의 원정을 계속하여 넬로르와 칼링가 사이의 안드라 해안을 장악하고 아단키와 스리사일람 지역뿐만 아니라 크리슈나 강 남쪽의 반도 대부분의 영토를 정복하는 데 성공했다. 하리하라 2세는 고아, 차울, 다브홀 등 많은 인도 항구도 정복하는 데 성공했다.
하리하라 2세가 사망한 후 제위를 둘러싸고 비루팍샤 라야, 부카 라야 2세, 데바 라야 사이에서 분쟁이 일어났고, 결국 데바 라야의 승리로 끝났다. 데바 라야는 통치 기간 동안 제국의 방대한 영토를 성공적으로 통제하는 데 성공했다. 반면 데바 라야 이후의 황제들은 제국을 위해 중요한 일을 전혀 하지 못했다. 이는 상가마 왕조의 황금기를 가져온 데바 라야 2세까지였다. 데바 라야 2세의 치하에사 제국은 콘다비두 정복, 퀼론의 통치자를 물리치고 다른 족장들을 물리치고 오디샤에서 말라바르, 실론에서 굴바르가까지 제국을 확장하고 주요 인도 항구를 점령하는 등 남인도를 완전히 정복하는 데 성공했다. 그러나 데바 라야 2세 이후 무능한 후계자들은 결국 바흐마니 술탄국이 비자야나가라 영토의 대부분을 계속 점령하면서 왕조의 파괴를 초래했다. 비루팍샤 라야 2세는 왕조의 마지막 황제였다.

## 역대 황제
| 대수 | 이름                  | 재위                               | 비고   |
| ---- | --------------------- | ---------------------------------- | ------ |
| 1    | 하리하라 1세          | 1336년 4월 18일 ~ 1356년 11월 20일 | 창시자 |
| 2    | 부카 라야 1세         | 1356년 ~ 1377년                    |        |
| 3    | 하리하라 2세          | 1377년 6월 21일 ~ 1404년           |        |
| 4    | 비루팍샤 라야         | 1404년 ~ 1405년                    |        |
| 5    | 부카 라야 2세         | 1404년 7월 27일 ~ 1406년 8월/11월  |        |
| 6    | 데바 라야             | 1406년 11월 5일 ~ 1423년 2월 25일  |        |
| 7    | 라마찬드라 라야       | 1423년 4월 4일 ~ 1423년            |        |
| 8    | 비라 비자야 부카 라야 | 1422년 ~ 1424년                    |        |
| 9    | 데바 라야 2세         | 1423년 2월 10일 ~ 1446년 5월       |        |
| 10   | 말리카르주나 라야     | 1446년 ~ 1465년 7월 14일           |        |
| 11   | 비루팍샤 라야 2세     | 1465년 ~ 1485년                    |        |
| 12   | 프라우다 라야         | 1485년                             |        |